# TED Ankara Kolejliler Spor Kulübü 2012-2013 (pallavolo maschile)
Questa voce raccoglie le informazioni riguardanti il TED Ankara Kolejliler Spor Kulübü nella stagione 2012-2013.

## Organigramma societario
Area direttiva
- Presidente: Önder Bülbüloğlu

Area organizzativa
- Team manager: Nevres Hürriyet Aydoğan

Area tecnica
- Allenatore: Osman Çarkçı
- Secondo allenatore: Fuat Dokgöz

## Rosa
| N° | Nome               | Ruolo | Data di nascita   | Nazionalità sportiva |
| -- | ------------------ | ----- | ----------------- | -------------------- |
| 1  | Niyazi Durmaz      | C     | 8 luglio 1983     | Turchia              |
| 5  | Engin Yılmaz       | C     | 1º febbraio 1979  | Turchia              |
| 6  | Petar Čurović      | S/O   | 12 luglio 1984    | Montenegro           |
| 6  | Mark Dusharme      | S/O   | 23 maggio 1981    | Stati Uniti          |
| 7  | Ömer Arslan        | C     | 25 aprile 1992    | Turchia              |
| 8  | Volkan Güç         | S/O   | 16 luglio 1980    | Turchia              |
| 8  | Alper Güllü        | C     | 23 luglio 1982    | Turchia              |
| 9  | Süleyman Kolişler  | C     | 28 maggio 1979    | Turchia              |
| 10 | Rıdvan Karataş     | P     | 1º febbraio 1983  | Turchia              |
| 11 | Çağlar Aksoy       | P     | 13 luglio 1984    | Turchia              |
| 15 | Armin Mustedanović | S     | 26 aprile 1986    | Bosnia ed Erzegovina |
| 16 | Caner Demirci      | S     | 28 gennaio 1982   | Turchia              |
| 17 | Mehmet Özbek       | L     | 11 luglio 1984    | Turchia              |
| 18 | Ali Çayır          | S/O   | 13 settembre 1981 | Turchia              |